# Dinko Supić
Dinko Supić (1945.), hrvatski prozni memoarist iz Novalje

## Životopis
Pripada naraštaju odraslom u poraću nakon Drugoga svjetskog rata obilježenom oskudicama svake vrste. U Novalji je završio osnovnu školu. U Rijeci je završio srednju tehničku brodograđevnu školu. Zatim se zaposlio i radna karijera trajala je 47 godina neprekidno, uz obvezno odsdluženje vojnog roka. Radio je od riječke Svjetlosti do zagrebačkih Rade Končara, ATM-a, Montmontaže-Elektromonta i INEL-Montaže. Radio je u brodogradilištima i industrijskim postrojenjima po bivšoj državi. Bio je sudionik izgradnje mnogih kapitalnih tehnoloških objekata petrokemije, nafte i plina, termo-energetike, prehrambene industrije u tuzemstvu i istočnoeuropskim državama.
Objavio je knjige Novalja svoj dan (2016.) i Novaljski stani i stanari (2018.) u nakladi ogranka Matice hrvatske, a treća knjiga memoarske tematike Curriculum Vitae izašla mu je u vlastitoj nakladi 2019. godine. Djela su mu fokusirane na Novalju i njezine stanovnike i to je memorabiljska proza široka spektra, o autorovoj rodnoj sredini, njezinim ljudima, običajima, dogodovštinama iz protekloga ali autoru znanoga vremena. Treća knjiga je osvrt na njegovu profesionalnu karijeru.